# جوليس بيرغمان
جوليس بيرغمان (بالإنجليزية: Jules Bergman)‏ هو صحفي أمريكي، ولد في 21 مارس 1929 في نيويورك في الولايات المتحدة، وتوفي بنفس المكان في 11 فبراير 1987.